# Słupsk
 Słupsk (?·pàg.) (en alemany Stolp) és una ciutat situada al nord de Polònia, al voivodat de Pomerània, a la distància de 17 quilòmetres del Mar Bàltic. En 2009 tenia 97.087 d'habitants i ocupava 43,15 de quilòmetres quadrats de superfície. És un nucli local d'indústria, de cultura i de ciència. És la capital del comtat del mateix nom i per si mateixa té l'estatut de comtat. Entre 1975 i 1998 va ser també la capital d'un voivodat abolit des de l'1 de gener 1999.
La història de Słupsk va començar al segle ix, quan la tribu eslava dels pomeranians va construir una fortalesa a la riba del riu Słupia. En 1265 el poble va guanyar el títol de la ciutat, confirmat en 1310. Durant l'edat mitjana, la ciutat va ser la capital del ducat independent que es va unificar en 1478 amb els ducats de Stettin i de Wolgast, formant el Ducat de Pomerània. Anys després, Słupsk va canviar la seva pertinença estatal, sent part de Prússia, d'Alemanya i de Polònia, de la qual forma part fins avui.